# 靳黈
靳 黈（きん とう、生没年不詳）は、中国戦国時代に韓の桓恵王の在位期に上党で守を務めた人物。

## 略歴
紀元前265年、秦の武安君白起が韓を討ち野王の地（現在の河南省焦作市沁陽市）を得た。上党の地は韓の領土としては飛び地となり、韓は秦に対して陽城君を謝罪の使者として派遣すると、上党を割譲する事を条件に秦に対して和議を申し入れた。
一方で靳黈の元に使者を派遣して当地を離れる様伝えたが、靳黈はその命に背いて上党に留まり続けた為、桓恵王は秦の宰相の范雎に許可を得、約束を違えず上党の地を割譲する為に靳黈を上党の守から解任し、馮亭を改めて上党の守に任じた。しかし、新たな守として派遣された馮亭は秦への割譲を拒む上党の民衆に恐れをなして趙への帰順を申し出て趙の孝成王が平原君らとの協議の末にこれを受け入れたため、これをきっかけとして秦と趙の間で長平の戦いが勃発する事となる。